# Mansuphantes rectilamellus
Mansuphantes rectilamellus är en spindelart som först beskrevs av Christo Deltshev 1988.  Mansuphantes rectilamellus ingår i släktet Mansuphantes och familjen täckvävarspindlar.
Artens utbredningsområde är Bulgarien. Inga underarter finns listade i Catalogue of Life.